# بهمن أباد (إسلام شهر)
بهمن أباد (بالفارسية: بهمن‌آباد) هي قرية تقع في قسم احمدآباد مستوفي الريفي (مقاطعة اسلام شهر) في إيران. يقدر عدد سكانها بـ 189 نسمة .